# Mychodeophyllum
Mychodeophyllum, monotipski rod crvenih algi smješten u vlastitu porodicu Mychodeophyllaceae, dio reda Gigartinales
Jedina vrsta morska alga M. papillitectum kod obala Zapadne Australije.